# Station Ramskapelle
Station Ramskapelle is een voormalig spoorwegstation langs spoorlijn 74 (Diksmuide-Nieuwpoort) in Ramskapelle, een deelgemeente van de stad Nieuwpoort.
In de omgeving van Ramskapelle werden bij het begin van de Eerste Wereldoorlog hevige gevechten gehouden. Het stationsgebouw werd in 1914 vernield en nadien tijdens de oorlog gebruikt als versterkte observatiepost. In de Slag om de IJzer werd de vlakte tussen de spoorwegberm en de IJzer onder water gezet. Langs de spoorlijn zijn nog vele bunkers en stellingen te vinden. De ruïne van het stationsgebouw van Ramskapelle staat er nog steeds. De versterkte stationsruïne werd in 1992 beschermd als monument.
Op de goederenkoer staan twee stootblokken met korte stukken meterspoor. Deze dateren uit 1980 toen er plannen waren om op de bedding van spoorlijn 74 een toeristische tramlijn aan te leggen. De plannen werden nooit uitgevoerd. Op de spoorwegbedding werd later een fietspad aangelegd.
0,0: Kaaskerke ·
5,9: Pervijze ·
7,6: Booitshoeke ·
10,1: Ramskapelle ·
13,2: Nieuwpoort-Stad ·
15,8: Nieuwpoort-Bad